# Matthew Smith (fotbollsspelare född 1999)
Matthew Robert Smith, född 22 november 1999 i Redditch, England, är en walesisk fotbollsspelare som spelar för Milton Keynes Dons. Han representerar även det walesiska landslaget.

## Karriär
Den 6 augusti 2021 lånades Smith ut av Manchester City till Hull City på ett säsongslån.
Den 31 januari 2022 värvades Smith av Milton Keynes Dons.